# Minha Namorada
Minha Namorada é um filme brasileiro de 1971, escrito e dirigido por Zelito Viana e Armando Costa.

## Sinopse
Dois estudantes que não têm condições financeiras para manter um compromisso mais duradouro conhecem o amor e a paixão.

## Elenco[1]
- Laura Maria ...Maria
- Pedro Aguinaga ...Fernando
- Marcello Costa...Pedro
- Fernanda Montenegro ...Carminha
- Jorge Dória ...Aldo
- Sílvio Lamenha ...Charuto
- Arduíno Colassanti
- Ana Maria Magalhães
- Maria Clara Mariani
- Antônio Cristiano

## Prêmios e Indicações
| Ano  | Premiação                         | Categoria                | Recipiente          | Resultado | Ref.  |
| ---- | --------------------------------- | ------------------------ | ------------------- | --------- | ----- |
| 1971 | Festival de Cinema de Teresópolis | Melhor Atriz             | Laura Maria         | Venceu    | [ 2 ] |
| 1971 | Festival de Cinema de Teresópolis | Melhor Atriz Coadjuvante | Fernanda Montenegro | Venceu    | [ 2 ] |
| 1971 | Festival de Cinema de Teresópolis | Melhor Ator Coadjuvante  | Jorge Dória         | Venceu    | [ 2 ] |